# شهرستان ماریون (کارولینای جنوبی)
شهرستان ماریون، کارولینای جنوبی (به انگلیسی: Marion County, South Carolina) یک سکونتگاه مسکونی در ایالات متحده آمریکا است که در کارولینای جنوبی واقع شده‌است. در سرشماری سال 2010 جمعیت آن 33.062 نفر بود.این شهرستان در سال 1785 ساخته شد.

## خصوصیات
شهرستان ماریون ۱٬۲۷۹٫۴۶ کیلومترمربع مساحت دارد.